# SI partie II
SI partie II is het vijfde studioalbum van Nemo. Het album handelt net als zijn voorganger over genetische manipulatie, hetgeen ook terug te vinden in de subtitel "L’homme idéal" (De ideale mens). 
Het album bestaat uit een lange suite, waarbij de liedjes ook los van elkaar uitgevoerd konden worden.

## Musici
- Guillaume Fontaine – toetsinstrumenten, zang
- Lionel B. Guichard – basgitaar, zang
- Jean Baptiste Itier – slagwerk, zang
- Jean Pierre Louveton – gitaar, zang

Met
- Sylvia Krauss – zang op Reflets

## Muziek
| Nr. | Titel                                                | Duur  |
| --- | ---------------------------------------------------- | ----- |
| 1.  | L’homme idéal (deel 1: Introduction à la différence) | 5:36  |
| 2.  | L’homme idéal (deel 2: Les enfants rois)             | 2:45  |
| 3.  | L’homme idéal (deel 3: Même peau, même dsetin)       | 9:02  |
| 4.  | L’homme idéal (deel 4: L'homme idéal 1)              | 4:36  |
| 5.  | L’homme idéal (deel 5: Reflets)                      | 10:40 |
| 6.  | L’homme idéal (deel 6: Décadanse)                    | 2:02  |
| 7.  | L’homme idéal (deel 7: Une question de prix)         | 6;34  |
| 8.  | L’homme idéal (deel 8: Une question de temps)        | 5;15  |
| 9.  | L’homme idéal (deel 9: L’homme idéal 2)              | 4:21  |
| 10. | L’homme idéal (deel 10: Les visages du monde)        | 5:42  |